# Alex Zolobe
 (mars 2024).
Alex Zolobe (né le 29 Juillet 1998 a Abidjan, en Côte d'Ivoire) est un joueur de badminton ivoirien.
Il remporte son premier tournoi international en double homme avec Chandresh Kolleri Balakrishnan a l'open Ivory Coast International 2016.

## Palmarès
Double hommes
| Année | Tournoi                           | Partenaire                     | Adversaire                                 | Score      | Résultat           |
| ----- | --------------------------------- | ------------------------------ | ------------------------------------------ | ---------- | ------------------ |
| 2016  | All Africa U19 Championships 2016 | Franck Emmanuel Zolobe         | Yacine Belhouane Samy Khaldi               | 21-9 21-11 | Médaille de bronze |
| 2016  | Ivory Coast International 2016    | Chandresh Kolleri Balakrishnan | N’Da Richard Kouakou Koffi Stephane Kouame | 21-8 21-12 | Vainqueur          |
| 2017  | Cameroon International 2017       | Kouakou Franck Armel Eude Ahi  | Adham Hatem Elgamal Mohamed Mostafa Kamel  | 21-4 21-10 | Médaille de bronze |
| 2019  | Benin International 2019          | Franck Emmanuel Zolobe         | Godwin Olofua Anuoluwapo Juwon Opeyori     | 21-6 21-10 | Médaille de bronze |

 BWF International Challenge tournament
 BWF International Series tournament
 BWF Future Series tournament